# Chasmodia lateralis
Chasmodia lateralis är en skalbaggsart som beskrevs av Hermann Burmeister 1844. Chasmodia lateralis ingår i släktet Chasmodia och familjen Rutelidae. Inga underarter finns listade i Catalogue of Life.